# Фролов, Владимир Михайлович
Владимир Михайлович Фролов (5 февраля 1923 — 9 января 2004) — передовик советского машиностроения, слесарь-лекальщик Воткинского машиностроительного завода Министерства оборонной промышленности СССР, Удмуртская АССР, Герой Социалистического Труда (1981). Почётный гражданин Воткинска (1985).

## Биография
Родился 5 февраля 1923 года в городе Воткинске, Сарапульского уезда Пермской губернии, в русской семье.
В 1940 году начал свою трудовую деятельность, трудоустроившись слесарем-лекальщиком в инструментальный цех Воткинского машиностроительного завода. Здесь и проработал всю свою трудовую жизнь — 54 года. Стал грамотным специалистом и наставником молодых работников. На счету Фролова сотни новшеств, которые он с успехом внедрил в промышленность. Рационализатор. Ему доверяли изготовление самых сложных деталей, которые он виртуозно производил. Работал с личным клеймом.
В 1966 году был награждён бронзовой медалью ВДНХ за изобретение, представленное на выставке. Он представил высокопроизводительное приспособление для шлифования кулачков. Досрочно выполнил задание десятой пятилетки, за что был награждён званиями «Ударник коммунистического труда», «Лучший слесарь министерства», «Отличник качества министерства», «Мастер — золотые руки».
Указом Президиума Верховного Совета СССР (закрытым) от 15 мая 1981 года за досрочное выполнение десятого пятилетнего плана по объёму производства и росту производительности труда Владимиру Михайловичу Фролову было присвоено звание Героя Социалистического Труда с вручением ордена Ленина и золотой медали «Серп и Молот».
Активный участник общественно-политической жизни города и завода. Избирался членом заводского комитета профсоюза, являлся депутатом Воткинского городского Совета. С 1994 года находился на пенсии.
17 сентября 1985 года был удостоен почётного звания «Почётный гражданин Воткинска».
Проживал в городе Воткинске. Умер 9 января 2004 года.

## Награды
За трудовые успехи удостоен:
- золотая звезда «Серп и Молот» (15.05.1981),
- два ордена Ленина (15.05.1981, 26.04.1971),
- орден Октябрьской Революции (09.09.1976),
- Медаль «За доблестный труд в Великой Отечественной войне 1941-1945 гг.»
- Ударник коммунистического труда,
- другие медали.
- Почётный гражданин города Воткинска (17.09.1985).